# حلزون‌خوار خوش‌نگار
حلزون‌خوار خوش‌نگار (نام علمی: Dipsas gracilis) نام یک گونه از سرده مارهای سربزرگ است.